# Anthaxia richteri
Anthaxia richteri es una especie de escarabajo del género Anthaxia, familia Buprestidae. Fue descrita científicamente por Stepanov en 1953.

## Distribución
Se distribuye por las ecozonas del Neártico, Neotrópico, región indomalaya, Paleártico y región afrotropical.